# Taça Nacional da Guiné-Bissau
A Taça Nacional da Guiné-Bissau é o segundo principal torneio interclubes do país. É organizado pela Federação de Futebol da Guiné-Bissau e foi criado em 1976.
O Sport Bissau e Benfica é o maior vencedor do torneio.
O torneio dá vaga na Taça das Confederações da CAF.

## Campeões
- 1977 : União Desportiva Internacional
- 1978 : Bula FC
- 1979 : Estrela Negra de Bolama
- 1980 : Sport Bissau e Benfica
- 1981 : Ajuda Sport de Bissau
- 1982 : Sporting Clube de Bissau
- 1983 : União Desportiva Internacional
- 1984 : União Desportiva Internacional
- 1985 : União Desportiva Internacional
- 1986 : Sporting Clube de Bissau
- 1987 : Sporting Clube de Bissau
- 1988 : União Desportiva Internacional
- 1989 : Sport Bissau e Benfica
- 1990 : Desportivo Recreativo Cultural de Farim
- 1991 : Sporting Clube de Bissau 1-0 Sport Bissau e Benfica
- 1992 : Sport Bissau e Benfica 6-4 Desportivo de Gabú (aet)
- 1993 : Sport Portos de Bissau
- 1994 : Ténis Clube de Bissau 2-1 Sporting Clube de Bissau
- 1995 : not played due to financial reasons
- 1996 : União Desportiva Internacional 4-1 Sport Portos de Bissau
- 1997 : no competition
- 1998 : Sport Portos de Bissau
- 1999 : no competition
- 2000 : no competition
- 2001 : ADR Desportivo de Mansabá
- 2002 : Mavegro Futebol Clube (Bissau) 3-1 Sporting Clube de Bafatá
- 2003 : annulled
- 2004 : Mavegro Futebol Clube (Bissau) 1-0 Sporting Clube de Bissau
- 2005 : Sporting Clube de Bissau 4-2 Atlético Clube Bissorã
- 2006 : Sport Portos de Bissau 2-1 Sport Bissau e Benfica (aet)
- 2007 : not known
- 2008 : Sport Bissau e Benfica 2-0 Futebol Clube de Canchungo (aet)
- 2009 : Sport Bissau e Benfica
- 2010 : Sport Bissau e Benfica 2-1 Clube de Futebol "Os Balantas"
- 2011 : ADR Desportivo de Mansabá 3-1 Binar FC
- 2012 : no competition
- 2013 : Estrela de Cantanhez FC 1-1 Tigres de São Domingos (3-1 pen)
- 2014 : FC Cantchungo 3-1 Estrela Negra de Bissau
- 2015 : Sport Bissau e Benfica 5-1 Lagartos de Bambadinca
- 2016: Sem vitor
- 2017: FC Cantchungo 1-0 UDIB (prol)
- 2018: Sport Bissau e Benfca 2-1 FC de Cuntum (prol)
- 2019: UDIB 2-1 Sport Bissau e Benfica